# Microtus oeconomus
El topillo nórdico (Microtus oeconomus) es una especie de roedor miomorfo de la familia Cricetidae.

## Distribución geográfica
Se encuentra en Europa Central y Septentrional, Asia y el noroeste de Norteamérica (incluyendo Alaska y el noroeste de Canadá).  

## Galería

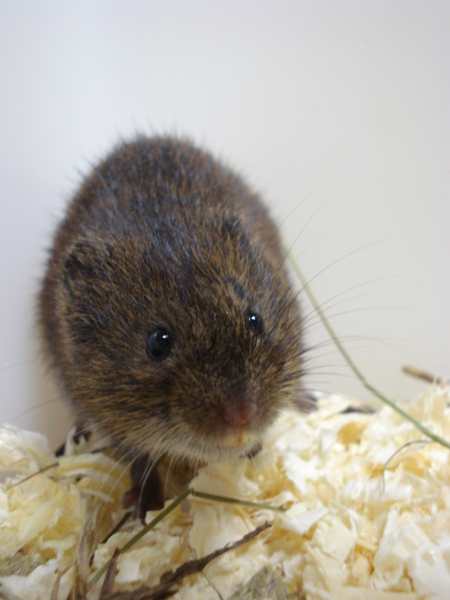
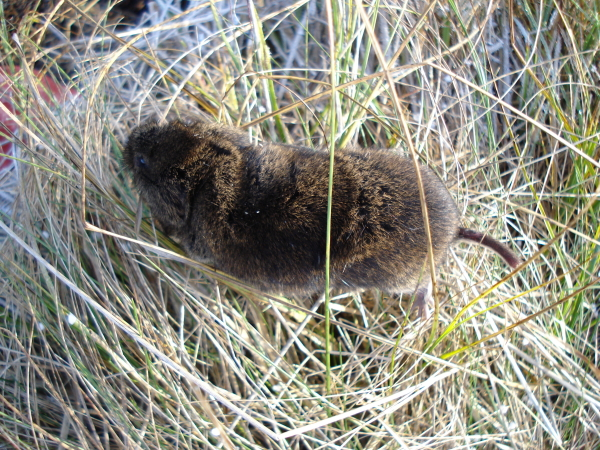
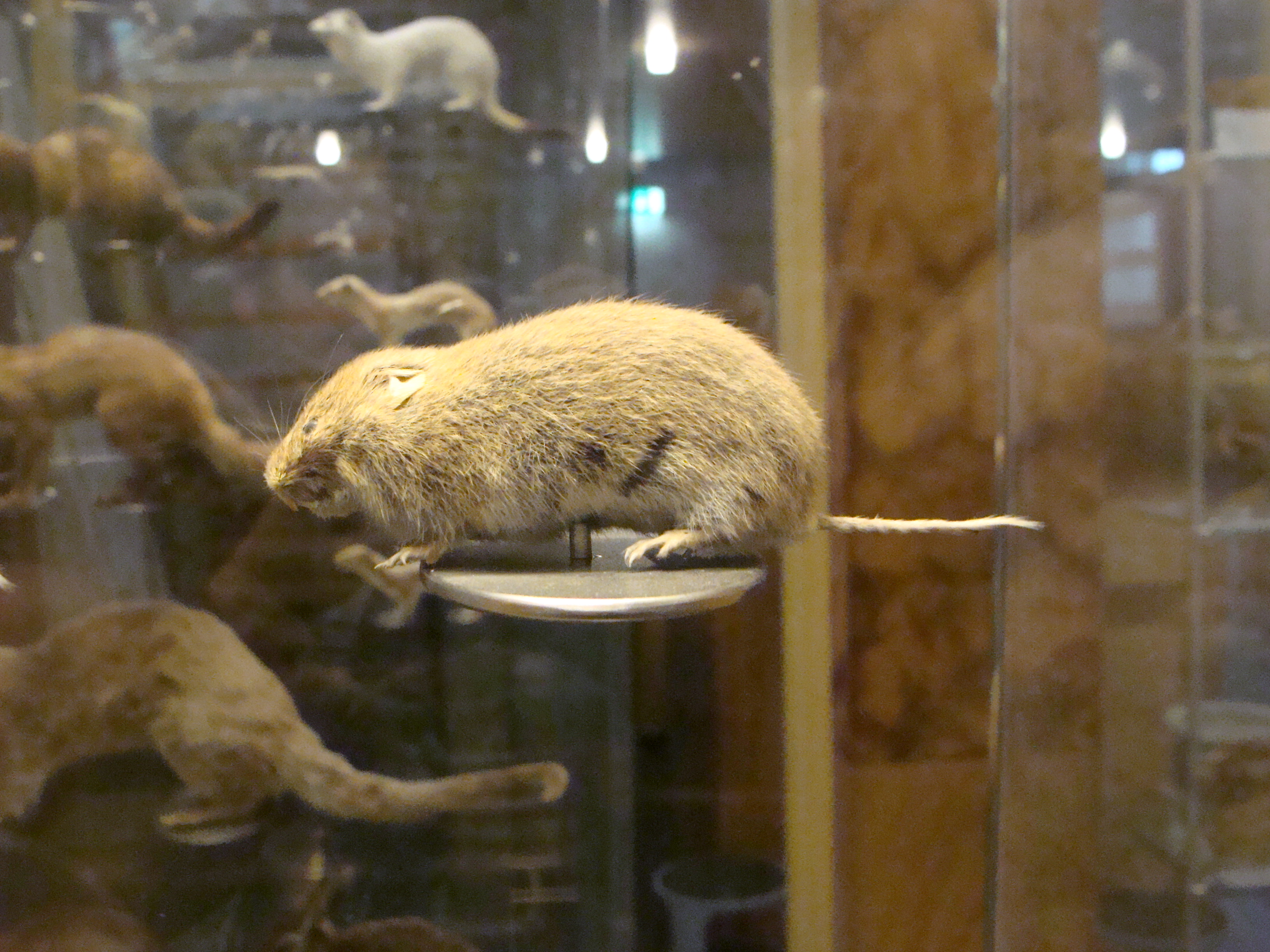